# Karl W. Haltiner

Karl W. Haltiner (1992)

Karl W. Haltiner (* 3. September 1946 in Luzern; heimatberechtigt in Altstätten) ist ein Schweizer Soziologe mit Schwerpunkt Militärsoziologe. Er ist Titularprofessor im Ruhestand am Departement Geistes-, Sozial- und Staatswissenschaften der ETH Zürich.

## Leben
Haltiner studierte auf dem zweiten Bildungsweg von 1974 bis 1979 Volkswirtschaftslehre und Soziologie an der Universität Bern. Danach war er mehrere Jahre als Assistent am dortigen Institut für Soziologie tätig. Er arbeitete u. a. im Nationalen Forschungsprojekt „Sicherheitspolitik“ (NFP 11) mit. In den 1980er Jahren war er wiederholt zu Forschungszwecken in den USA. 1985 wurde er bei Walter Rüegg an der Rechts- und Wirtschaftswissenschaftlichen Fakultät der Universität Bern mit der soziologischen Dissertation Gesellschaftliche Legitimierung und partizipatorisches Verhalten im Milizwehrbereich der Schweiz zum Dr. rer. pol. promoviert.
Von 1985 bis 1990 war er Dozent für Volkswirtschaftslehre und Soziologie an der HTL Brugg-Windisch (heute: Fachhochschule Nordwestschweiz – Campus Brugg-Windisch). 1987 wurde er überdies Lehrbeauftragter für Militärsoziologie an der Abteilung für Militärwissenschaften ETH Zürich und 1990 Hauptamtlicher Dozent an der Militärakademie an der ETH Zürich (MILAK). 2001 wurde er Titularprofessor. 2011 trat er am Departement Geistes-, Sozial- und Staatswissenschaften in den Ruhestand.
Von 1996 bis 1998 war er Chairman der European Research Group on Military and Society (ERGOMAS). Darüber hinaus war er Präsident des Schweizerischen Arbeitskreises Militär und Sozialwissenschaften (SAMS). Er ist Stiftungsrat des Genfer Zentrums für Sicherheitspolitik (GCSP) und Beiratsmitglied des Geneva Centre for the Democratic Control of Armed Forces (DCAF).
Haltiner veröffentlichte mehrere Fachaufsätze. Von 1999 bis 2008 war er Mitherausgeber der jährlichen Befragungsreihe Sicherheit, die von der Militärakademie an der ETH Zürich und dem Center for Security Studies publiziert wird. Außerdem war er Wissenschaftlicher Leiter der Eidgenössischen Jugendbefragungen, ch-x des Departements für Verteidigung, Bevölkerungsschutz und Sport.

## Schriften (Auswahl)
- Milizarmee – Bürgerleitbild oder angeschlagenes Ideal? Eine soziologische Untersuchung über die Auswirkungen des Wertwandels auf das Verhältnis Gesellschaft – Armee in der Schweiz. Huber, Frauenfeld 1985, ISBN 3-7193-0960-6 (Buchhandelsausgabe der Dissertation).
- mit Andreas Kühner (Hrsg.): Wehrpflicht und Miliz – Ende einer Epoche? Der europäische Streitkräftewandel und die Schweizer Miliz (= Militär und Sozialwissenschaften. Band 25). Nomos, Baden-Baden 1999, ISBN 3-7890-6104-2.
- mit Paul Klein (Hrsg.): Europas Armeen im Umbruch (= Militär und Sozialwissenschaften. Band 29). Nomos, Baden-Baden 2002, ISBN 3-7890-8142-6.
- mit Hans Born und Marjan Malesic (Hrsg.): Renaissance of democratic control of armed forces in contemporary societies (= Militär und Sozialwissenschaften. Band 36). Nomos, Baden-Baden 2004, ISBN 3-8329-0659-2.
- mit Paul Klein (Hrsg.): Multinationalität als Herausforderung für die Streitkräfte (= Militär und Sozialwissenschaften. Band 37). Nomos, Baden-Baden 2004, ISBN 3-8329-0778-5.
- mit Franz Kernic, Paul Klein (Hrsg.): The European armed forces in transition. A comparative analysis. Lang, Frankfurt am Main u. a. 2005, ISBN 3-631-53366-7.
- mit Hans Born, Marina Caparini und Jürgen Kuhlmann (Hrsg.): Civil-Military Relations in Europe. Learning from crisis and institutional change (= Cass military studies). Routledge, New York u. a. 2006, ISBN 0-415-38540-7.
- mit Gerhard Kümmel (Hrsg.): Wozu Armeen? – Europas Streitkräfte vor neuen Aufgaben (= Militär und Sozialwissenschaften. Band 41). Nomos, Baden-Baden 2008, ISBN 978-3-8329-3558-0.
- Werte und Lebenschancen im Wandel. Eine Trendstudie zu den Lebens-, Bildungs-, Arbeits- und Politikorientierungen junger Erwachsener in der Schweiz (= Schweizer Jugendbefragungen: Wissenschaftliche Reihe. Band 19). Rüegger, Zürich u. a. 2008, ISBN 978-3-7253-0909-2.
- mit Fridolin Stähli und Peter Gros (Hrsg.): Die Schweiz – vom Sonderfall zum Normalfall?. Ein Land in der Identitätskrise. Verlag Neue Zürcher Zeitung, Zürich 2016, ISBN 978-3-03810-202-1.